# Tigava
Tigava Castra et Tigava municipium sont deux sites romains antiques des deux rives du Chelif, à quelques kilomètres à l'ouest de l'actuelle ville d'El Attaf, dans la wilaya d'Aïn Defla, en Algérie. Le toponyme peut être d'origine berbere. Les racines lexicales de Tigava, Tiganda, tigauda ou tigaba ont pour sens : incendié'

## Histoire
Le nom du site, orthographié différemment, apparaît sur des milliaires, chez Pline (Tigavae), chez le géographe Ptolémée, sur l'Itinéraire d'Antonin, p. 16, et chez Ammien Marcellin, dans la passion de Typasius.
Tigava est au IIe siècle un élément du limes africain organisé sous les Antonins : la circulation sur l’arrière-pays de la Maurétanie Césarienne est aménagée : une route s’éloigne de la mer par la vallée du Chelif, passe par Castellum Tingitanum (El Asnam), Tigava, Rapidum, Auzia (Aumale) et rejoint la Numidie via Sitifis (Sétif) et Cuicul (Djémila),.
C'est le lieu du martyre de saint Tipasius (mort vers 297), en Maurétanie Césarienne.

## Études du site
Les Arabes puis Thomas Shaw et d'autres géographes des premiers temps de la colonisation française les appelèrent Kherba (la ruine). Il y a eu confusion et on a longtemps pris, par méprise, la Kherba de Oued el Khemis, à une vingtaine de kilomètres au nord-est, pour Tigava.
Plusieurs fouilles des deux castra ont été entreprises et ont fait l'objet de publications : par Reisser en 1898, par Raymond Bloch en 1941, par Philippe Leveau en 1977
Les deux sites ont été proposés pour la classification pour la préservation. Le dossier est à L'agence nationale des monuments antiques.